# Angela Maurer
Angela Maurer (ur. 27 lipca 1975 w Wiesbaden) – niemiecka pływaczka długodystansowa.
Jej największym sukcesem jest złoty medal Mistrzostw świata w pływaniu na dystansie 25 km.